# RisorgiMarche
RisorgiMarche è un festival musicale, ideato da Neri Marcorè e diretto da Giambattista Tofoni, che si svolge annualmente nei paesi dell'entroterra marchigiano colpiti dal terremoto del 2016 e 2017. Dalla decima edizione del 2025, cambia nome e si chiama IncantoMarche. 

## Edizioni
| Anno          | Principali artisti | Comuni |
| ------------- | --- | --- |
| 2017 I Ed.    | Niccolò Fabi, Malika Ayane, Daiana Lou, Ron, Enrico Ruggeri, Paola Turci, Bungaro, Daniele Silvestri, Fiorella Mannoia, Brunori Sas, Max Gazzè, Francesco De Gregori con FORM Orchestra e GnuQuartet, Samuele Bersani | Arquata del Tronto, Cingoli, Montegallo, Bolognola, Amandola, Fiastra, Sarnano, San Ginesio, Montefortino, Camerino, Montemonanco, Sefro, Pieve Torina, Ussita, Visso, Apiro, Poggio San Vicino, San Severino Marche |
| 2018 II Ed.   | Piero Pelù, Angelo Branduardi, Simone Cristicchi, Mario Biondi, Alex Britti, Noa, Clementino, Luca Carboni, Irene Grandi, Andrea Mirò, Paolo Belli & Big Band, Elio e Rocco Tanica, Festa a Sorpresa (Ermal Meta), Toquinho, Neri Marcorè e Jovanotti | Arquata del Tronto, Camerino, Castelraimondo, Serrapetrona, San Severino Marche, Treia, Bolognola, Sarnano, Castelsantangelo sul Nera, Ussita, Visso, Fiuminata, Sefro, Serravalle di Chienti, Carldarola, Valfornace, Acquasanta Terme, Force, Montefortino, Montegallo, Montemonanco, Amandola, Monte Cavallo, Pieve Torina, Ascoli Piceno, Valle Castellana, Matelica |
| 2019 III Ed.  | Tullio Pericoli, Nek, Stefano Bollani e Hamilton de Holanda, Tosca, Pacifico, FORM String Quartet, Giua, Marco Mengoni, Francesco Di Rosa, Edoardo Bennato, Arisa, Carmensita/Opera Kid, LEDA, Daniele Di Bonaventura, Vinicio Capossela | Force, Apiro, Fabriano, Poggio San Vicino, Gagliole, San Severino Marche, Camerino, Sefro, Serravalle di Chienti, Montemonanco, Esanatoglia, San Ginesio, Amandola, Bolognola, Castelraimondo, Arquata del Tronto, Valfornace, Smerillo, Visso |
| 2020 IV Ed.   | Petra Magoni & Ferruccio Spinetti, Ambrogio Sparagna Trio, La Banda della Ricetta, Peppe Servillo & Solis String Quartet, Ziad Trabelsi & Carthage Mosaik, Enzo Avitabile, Dente, Renzo Rubino & Raffaele Casarano, Marco Santini String Quartet, Giuseppe Franchellucci, Ramin Bahrami, Niccolò Fabi, Giovanni Truppi, I Filarmonici Camerti, Mario Brunello, Paolo Fresu & Daniele Di Bonaventura, Raiz & Radicanto, Marco Pacassoni, Giovanni Seneca, Brunori Sas | Falerone, Corridonia, Montemonaco, Treia, Apiro, Sarnano, Offida, Poggio San Vicino, Bolognola, Esanatoglia, Camerino, Ripe San Ginesio, Fiuminata, Camerino, San Severino Marche, Ussita, Monte Cavallo, Caldarola |
| 2021 V Ed.    | Raphael Gualazzi, Simona Molinari, Lucio Corsi, Ginevra Di Marco, Extraliscio, Bobo Rondelli, Daniele Di Bonaventura, Erica Boschiero, Cristina Donà, Jonny Greenwood, Franchellucci/Pilia DUO, Luca Aquino, Levante | Corridonia, Tolentino, San Severino Marche, Offida, Monte Urano, Fiuminata, Monte San Martino, Amandola, Caldarola, Muccia, Sarnano |
| 2022 VI Ed.   | Orchestra Cherubini e David Fray, Villa Strada Concert Band e Antonino De Luca, Simone Cristicchi e Amara, Paolo Rumiz, Riccardo Sinigallia, Alessandro D'Alessandro, Ezio Guaitamacchi con Andrea Mirò e Omar Pedrini, Canzoniere Grecanico Salentino, Luca Aquino, Roberto Angelini e Rodrigo D'Erasmo, Lorenzo Santangelo, Dargen D'Amico, Marlene Kuntz, Eugenio in via di Gioia, Rachele Bastreghi, Roberto Lucanero, Servillo Girotto Mangalavite              | Treia, Cingoli, Sarnano-Amandola, Poggio S. Vicino-Apiro, Bolognola, Esanatoglia, Caldarola-Cessapalombo, San Severino Marche, Mogliano, Fiuminata, Tolentino |
| 2023 VII Ed.  | Eugenio Finardi Raffaele Casarano e Mirko Signorile, Ginevra Di Marco e Franco Arminio, Ezio Guaitamacchi Davide Van De Sfroos Andrea Mirò e Brunella Boschetti, Diodato, Motta, Cristiano Godano e Alessandro Asso Stefana, Stefano Massini e Luca Barbarossa, Riccardo Tesi e Giua, Pianostrano, Mario Venuti, Enzo Avitabile I Bottari di Portico e Black Tarantella Band                                                                                         | Mogliano, San Severino Marche, Recanati, Pieve Torina - Ussita - Valfornace - Visso, Arquata del Tronto, Frontone, Bolognola, Montelparo, Apiro-Poggio S. Vicino, Ostra |
| 2024 VIII Ed. | Dardust + Sunset String Quintet, Ernst Reijseger & Cuncordu e Tenore de Orosei, Peo Alfonsi, Ezio Guaitamacchi Andrea Mirò e Brunella Boschetti, Dolcenera, Lucio Corsi, Colapesce & Dimartino, Vasco Brondi, Ebbanesis, Choro de Rua, Acquaragia Drom, Daniele di Bonaventura | Ussita, San Severino Marche, Mogliano, Cingoli, Arcevia, Apiro-Poggio S. Vicino, Frontone, Esanatoglia, Muccia, Belmonte Piceno, Bolognola |

## Riconoscimenti
- Premio CULTURAinVERDE, 2018;[2]
- Premio Anima, 2018;[2]
- Bandiera Verde speciale, 2018;[2]
- Premio BITAC – Borsa del Turismo Cooperativo, 2019.[2]